# أنطونيو ليون أورتيغا
أنطونيو ليون أورتيغا (بالإسبانية: Antonio León Ortega)‏ هو نحات إسباني، ولد في 7 ديسمبر 1907 في أيامونتي في إسبانيا، وتوفي في 9 يناير 1991 في ولبة في إسبانيا.